# Tóth Lajos (orvos)
tőrei és tótmegyeri Tóth Lajos (Kiskőrös, 1856. június 11. – Budapest, 1926. december 14.) orvos-író, államtitkár.

## Életút
Tóth Lajos (1819–1908) ügyvéd, Pest-Pilis-Solt-Kiskun vármegyei főügyész, a pesti református egyház tanácsosa és Wraubeck-Serré Anna elsőszülött gyermekeként született. A Budapesti Tudományegyetemen végezte tanulmányait, ahol 1879-ben avatták orvossá. Egy évig az élettani tanszéken, majd fél évig a szemklinikán dolgozott mint gyakornok. 1881 februárjában tanársegédi kinevezést kapott a gyógyszertani tanszéken. 1884-ben császári és királyi tartalékos ezredorvos és Pest megyei tiszti főorvos lett. Két évvel később gyógyszertanból egyetemi magántanári képesítést szerzett. 1890-ben kinevezték a Kolozsvári Magyar Királyi Ferenc József Tudományegyetem gyógyszertani tanszékére, azonban nem fogadta el az állást. A Vallás- és Közoktatási Minisztériumban az egyetemi főosztály vezetője lett. Közreműködött a pesti egyetem orvoskarának modernizálásában, valamint a pécsi, szegedi és debreceni egyetem orvoskarainak létrehozásában. 1904. október 26-án miniszteri osztálytanácsossá nevezték ki, majd 1918 végén helyettes államtitkár lett. Érdemeiért a debreceni és szegedi egyetem valamint a budapesti egyetem tiszteletbeli doktorrá avatta.
Számos szakmai testületben töltött be tisztségeket, pl. az Országos Közegészségügyi Tanács jegyzője, a Magyar Orvosok és Természetvizsgálók Központi Bizottságának elnöke és az Igazságügyi orvosi Tanács elnöke volt. Az Orvosi Hetilap szerkesztőségének tagja volt, illetve közreműködött a Magyar Gyógyszerkönyv második kiadásának gyógyszertani részében.

## Családja
Felesége Dietzl Anna volt, akit 1885. május 26-án a Belvárosi plébániatemplomban vett nőül.
Gyermekei:
- Tóth Zoltán (1886–1955). Felesége Stern Margit.
- Tóth Lajos (1889–?)

## Művei
- A hevenyfertőző betegségek tanának átalakulása. Budapest, 1884. (A Balassa-díjjal jutalmazott pályamunka)
- Mentő-eljárások mérgezések eseteiben. Budapest, 1891. (Különnyomat a Mentők Lapjából).
- Orvosi mentés kézikönyve. Többekkel. (Budapest, 1891)

## Díjai, elismerései
- Lipót-rend
- Szent István-rend kiskeresztje
- III. osztályú vaskoronarend lovagja
- II. osztályú polgári hadi érdemkereszt
- II. osztályú Vörös Sas-rend